# Dětenice
Dětenice (en allemand : Jetteniz) est une commune du district de Jičín, dans la région de Hradec Králové, en République tchèque. Sa population s'élevait à 711 habitants en 2022.

## Géographie
Dětenice se trouve à 4 km à l'ouest-sud-ouest de Libáň, à 16 km au sud-ouest de Jičín, à 50 km à l'ouest-nord-ouest de Hradec Králové et à 62 km au nord-est de Prague.
La commune est limitée par Bačalky au nord, par Libáň à l'est, par Rožďalovice et Košík au sud, et par Prodašice, Ujkovice et Rokytňany à l'ouest.

## Histoire
La première mention écrite de la localité date de 1052.

## Patrimoine

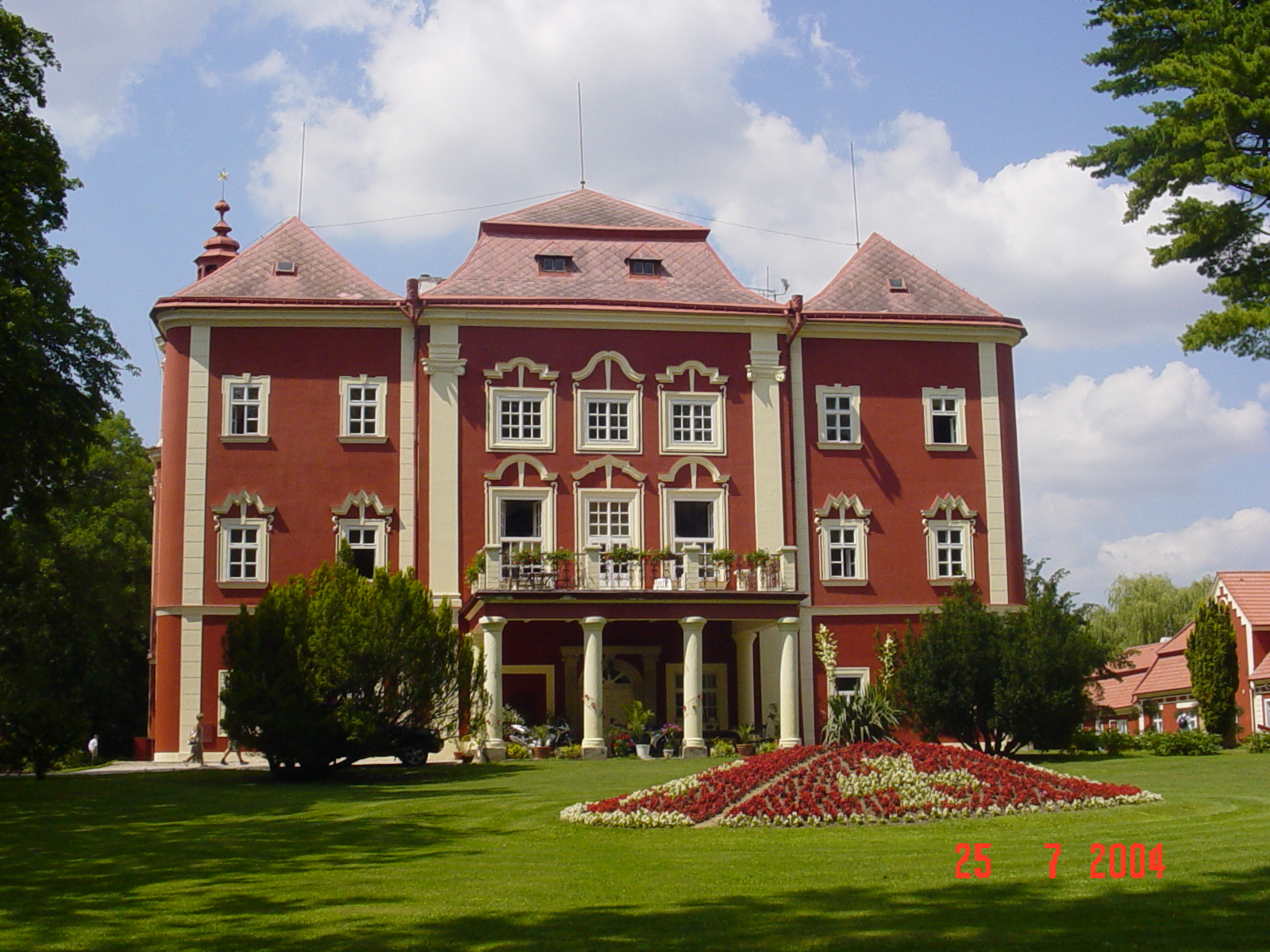
Le château de Dětenice.

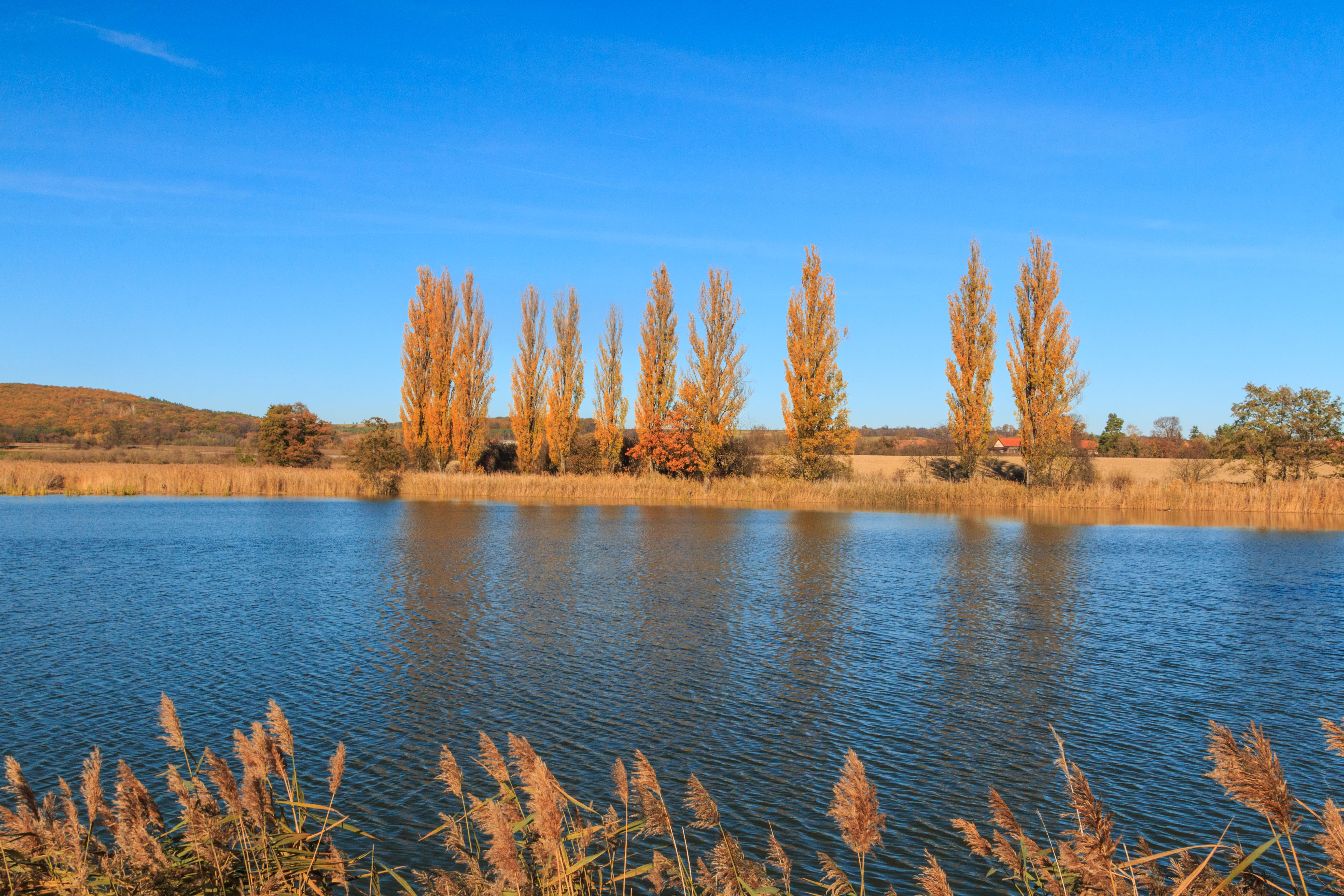
Étang de Čejkův.
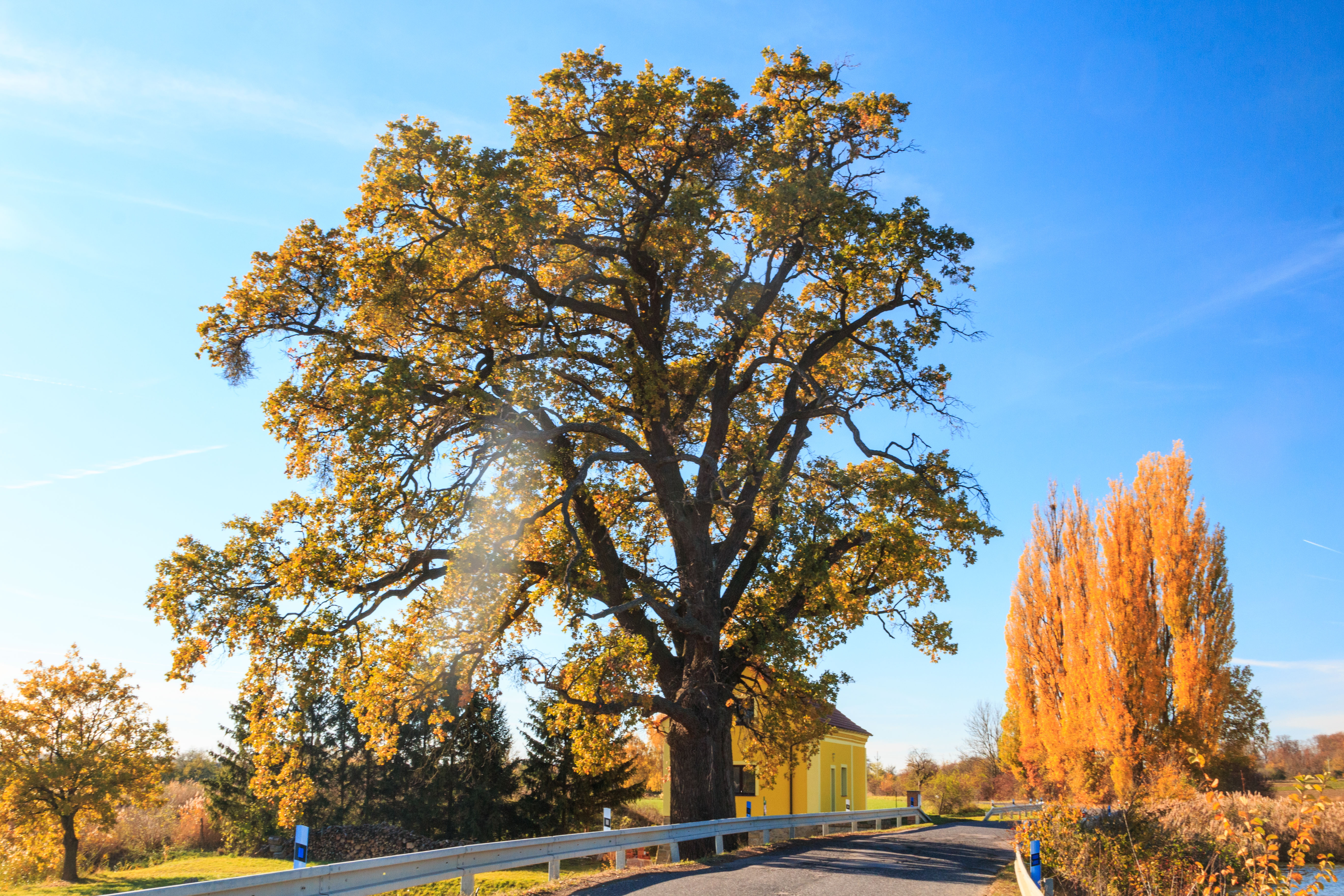
Chêne près de l’étang de Čejkův.

## Administration
La commune se compose de trois sections :
- Brodek
- Dětenice
- Osenice

## Transports
Par la route, Dětenice se trouve à 4 km de Libáň, à 20 km de Jičín, à 64 km de Hradec Králové et à 78 km de Prague.